# 西黄寺

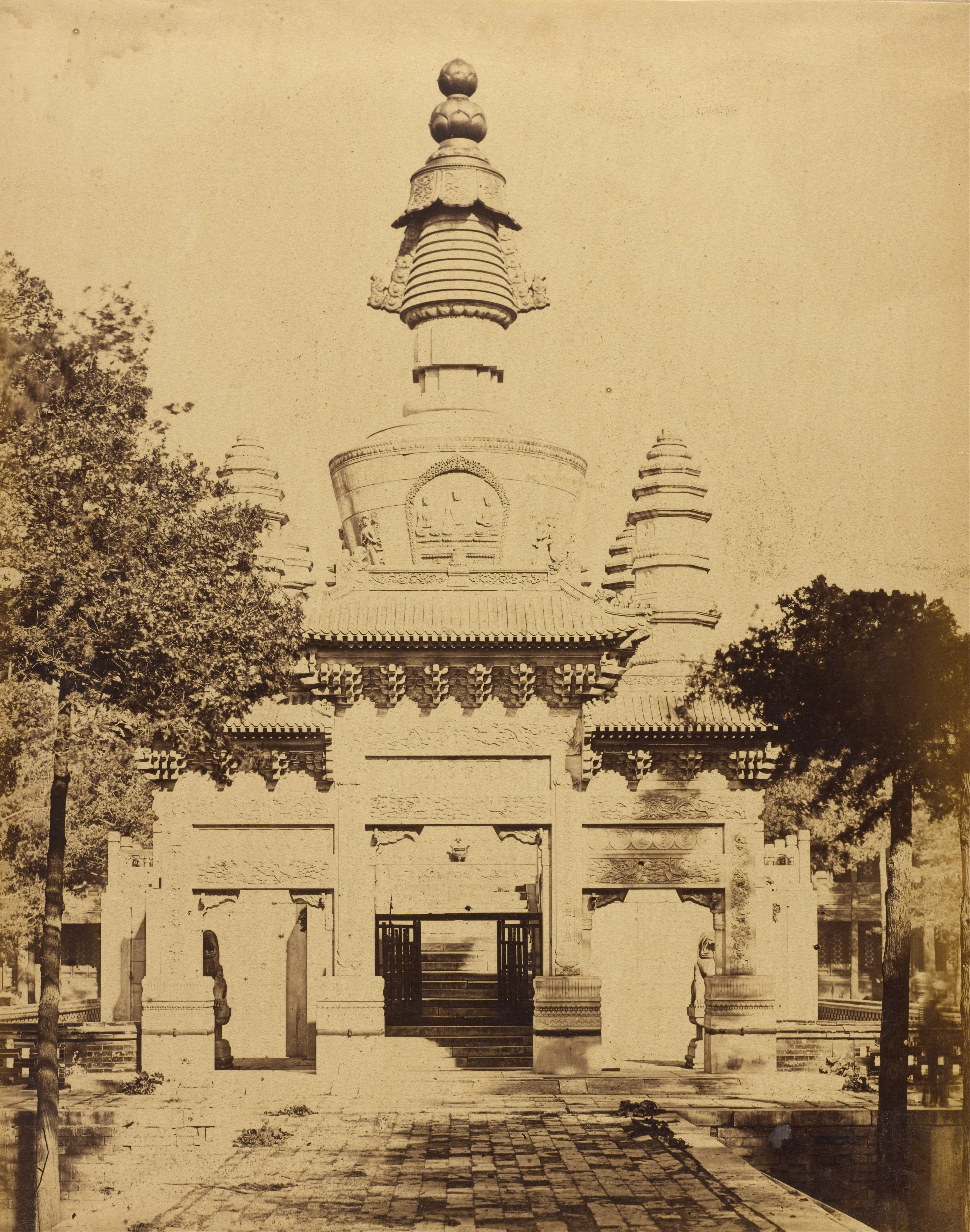
1860年の清浄化城塔院の主塔。

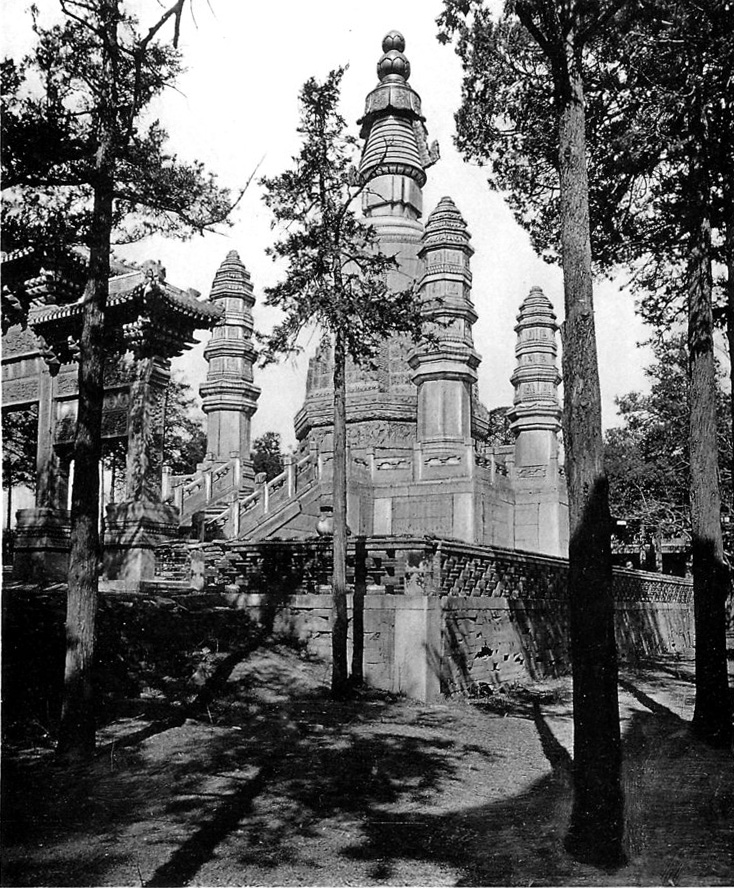
1901年の清浄化城塔院。

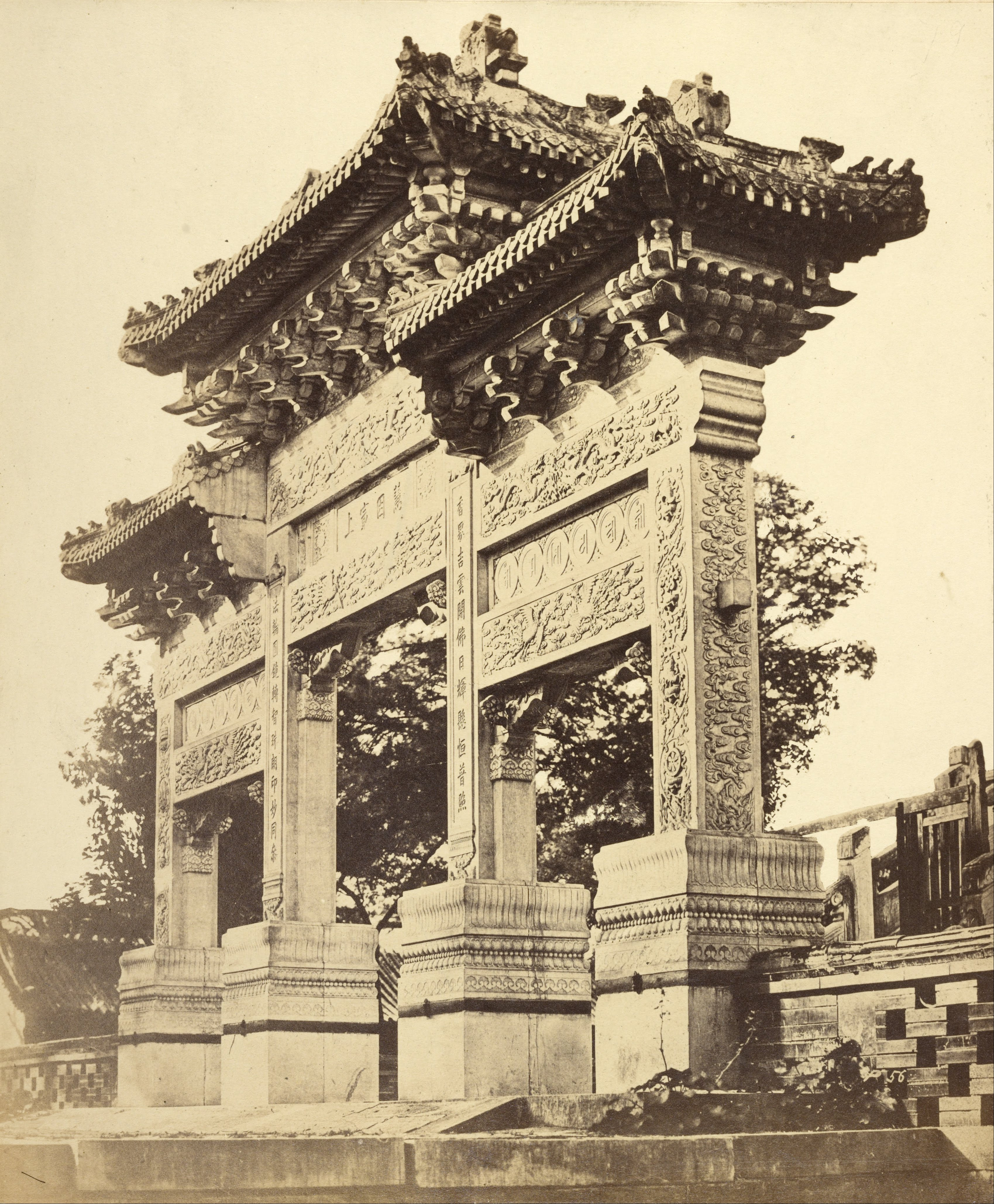
1860年の石牌坊。

西黄寺（さいこうじ）は、中華人民共和国北京市朝陽区にあるチベット仏教ゲルク派の寺院。瓦が黄色であることから西黄寺と名付けられた。

## 歴史
西黄寺は、清の順治9年（1652年）に北京に建設され、元々達頼（ダライ）廟と呼ばれていたとされている。西黄寺の東側にチベット仏教寺院があり、東黄寺 (旧名普静禅林、1651改築)と呼ばれ、そのため、古い北京人は徳外大街一帯を「双黄寺」と呼ぶ。翌年、ダライ・ラマ5世の北京訪問に際してその宿舎として建立され、清浄化城と号した。
乾隆44年（1779年）、パンチェン・ラマ6世が北京に来て、乾隆帝の70歳誕生日を祝った際に住した。咸豊10年（1860年）アロー戦争の乱、兵火により一度は廃寺となる。光緒26年（1900年）、東黄寺は義和団の乱時に八カ国連合軍によって損壊された。1908年（光緒34年）8月、ダライ・ラマ13世が住した。1927年、パンチェン・ラマ9世は寺院の「清浄化城塔院」を修復する、1928年に落成した。中華民国の時、弾薬庫が爆発、慧香閣は爆発で損壊された。
1966年、毛沢東が文化大革命を発動し、紅衛兵により對寺廟などの宗教施設が徹底的に破壊された。東黄寺は徹底的に取り壊され、何も残らなかった。
1979年8月21日、北京市人民政府は仏寺を北京市重点文物保護単位に認定した。1980年より後、地元政府は寺院を修復する。
1983年、中華人民共和国国務院は仏寺を漢族地区仏教全国重点寺院に認定した。
1987年9月、パンチェン・ラマ10世が中国蔵語系高級仏学院を設立。2001年、中華人民共和国国務院は仏寺を全国重点文物保護単位に認定した。

## 伽藍
山門殿、大殿、牌坊、東西配殿

## 主な住僧
- ダライ・ラマ5世
- パンチェン・ラマ6世
- ダライ・ラマ13世
- パンチェン・ラマ9世
- パンチェン・ラマ10世